# Büyük Han
Büyük Han is de grootste karavanserai op het eiland Cyprus en ligt in het door Turkije bezette deel van Nicosia. Het is in 1572 gebouwd door de Ottomanen, in het jaar dat ze Cyprus hadden veroverd op de Republiek Venetië. Op de open binnenplaats bevindt zich een moskee. Toen Cyprus een Britse kolonie was, was het in gebruik als een gevangenis. Later werd het gebruikt als woonruimte voor arme gezinnen. Na de restauratie in de jaren 90 werd het in gebruik als cultureel centrum en zijn er diverse winkeltjes en terrasjes te vinden.

## Afbeeldingen van Büyük Han

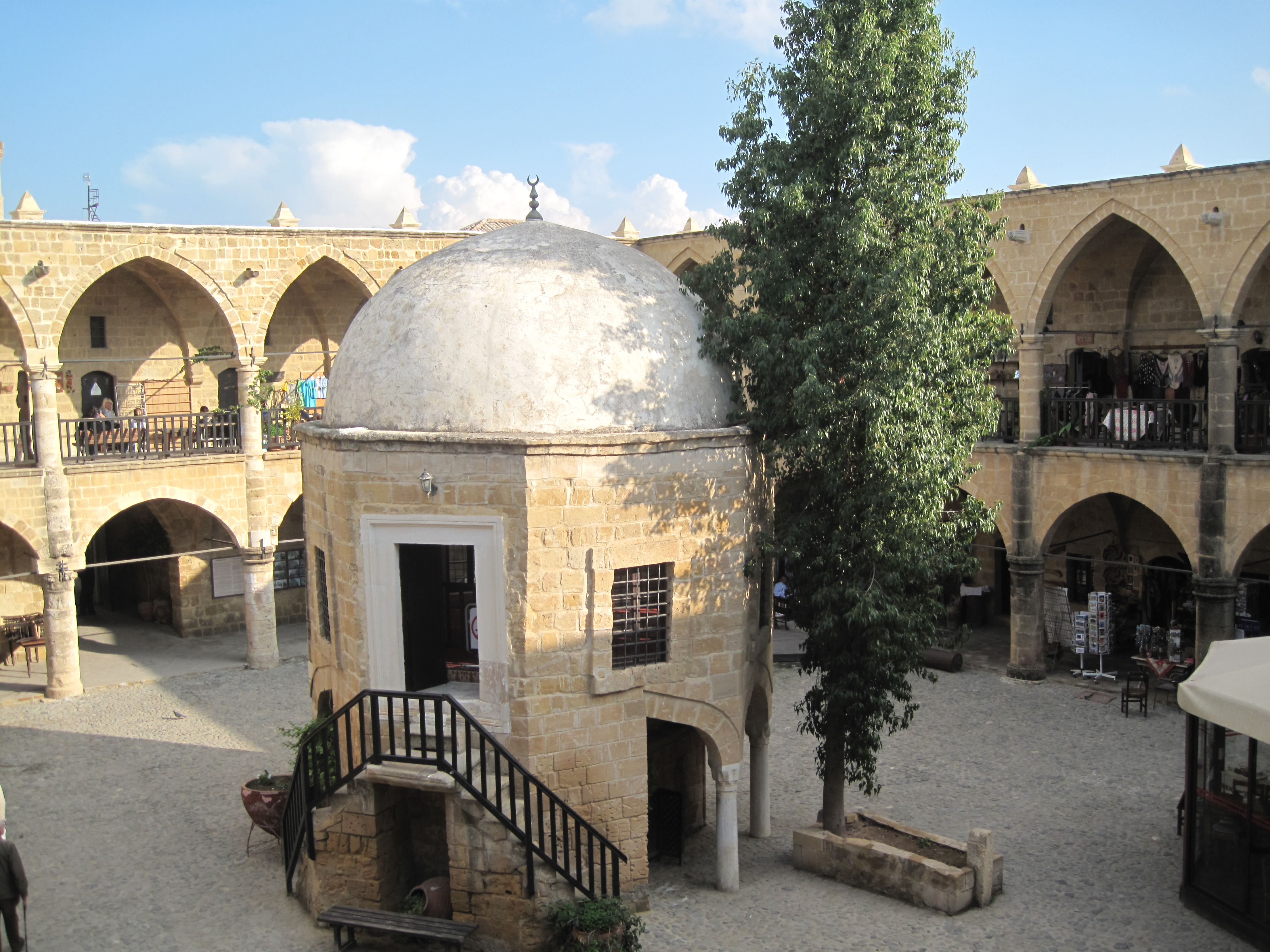
De moskee op de binnenplaats
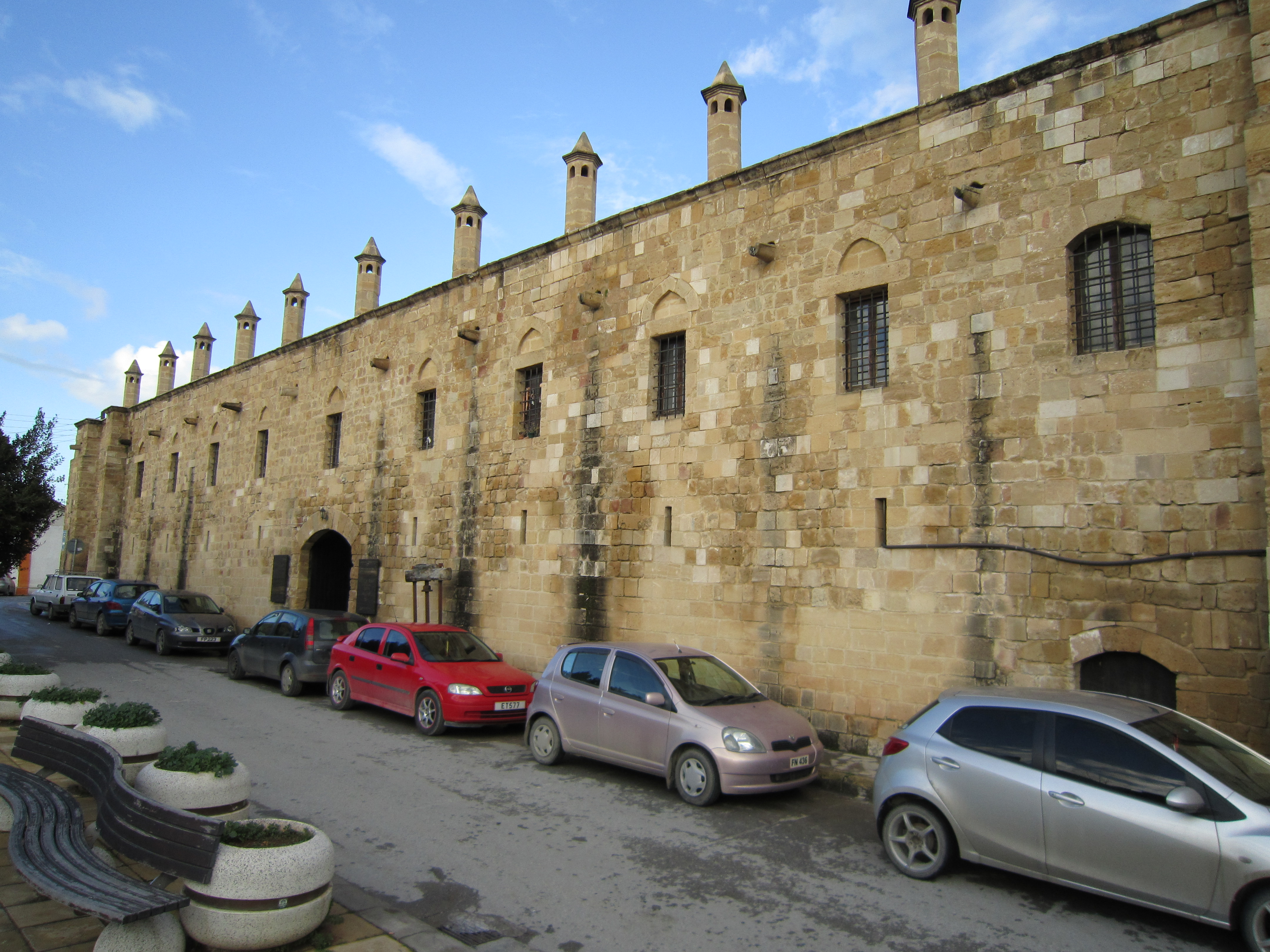
De buitenkant
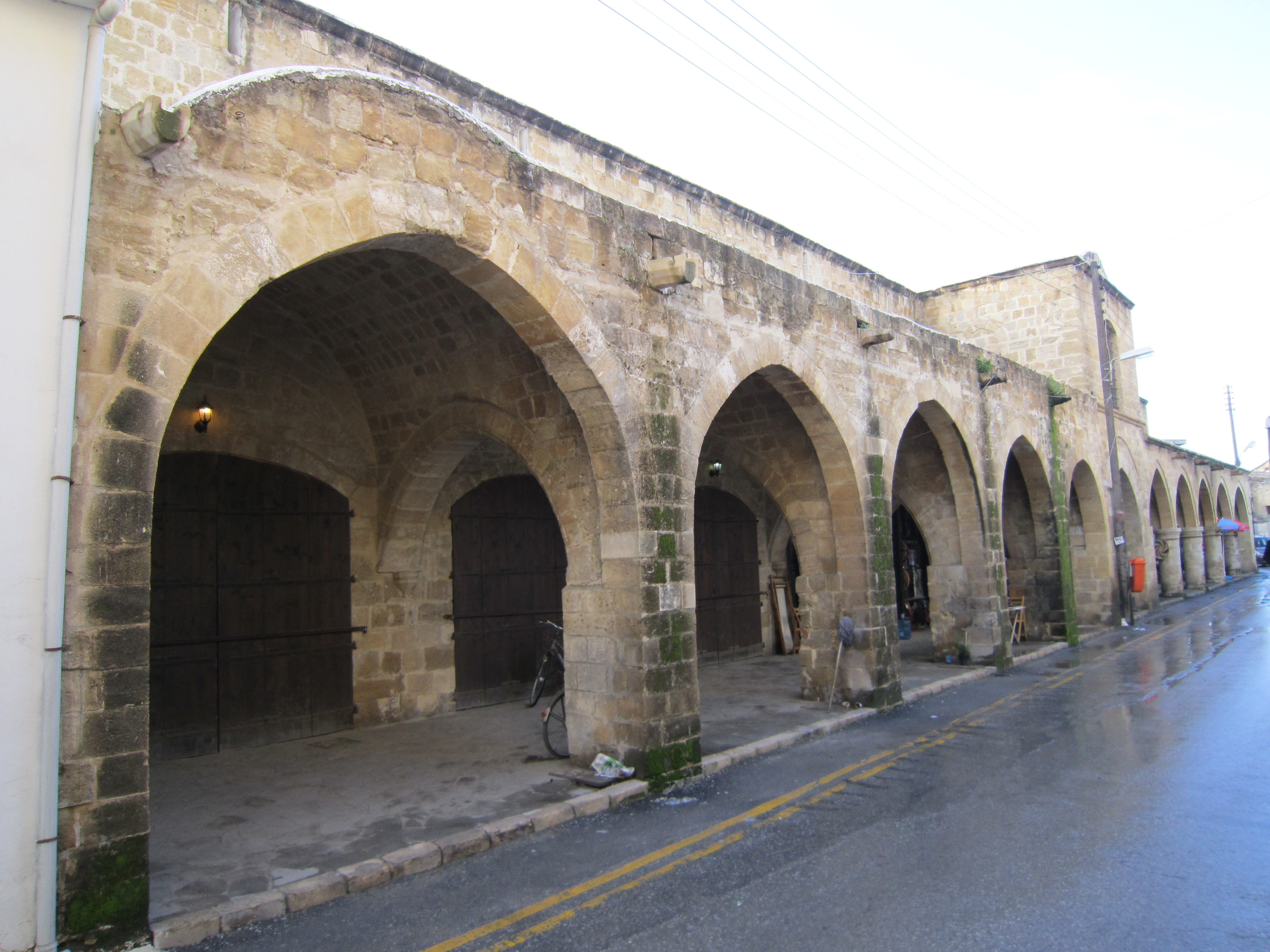
De winkels aan de buitenkant
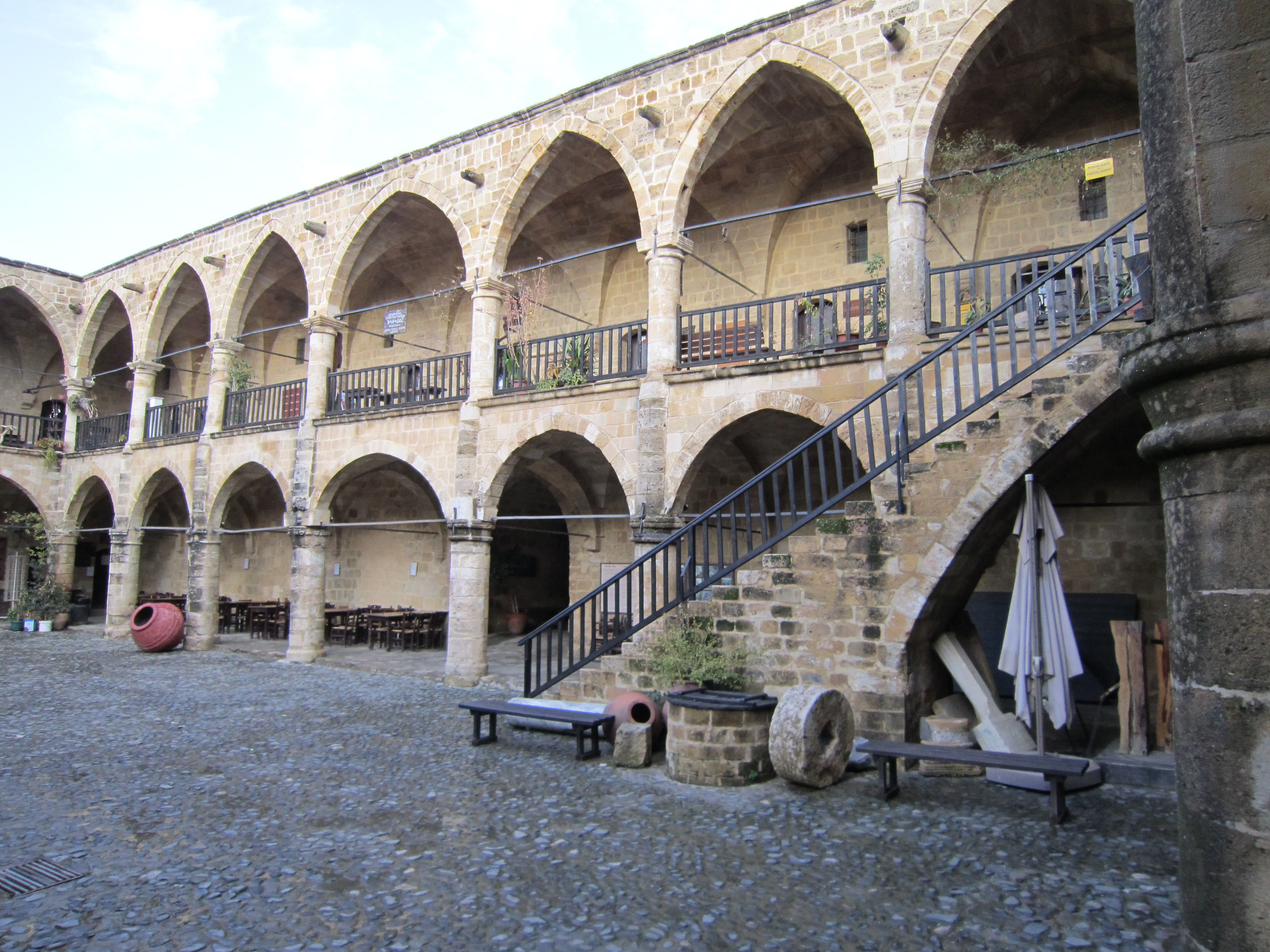
De winkels aan de binnenkant